# Hrast pri Jugorju
Hrast pri Jugorju este o localitate din comuna Metlika, Slovenia, cu o populație de 104 locuitori.